# Cremna elisae
Cremna elisae är en fjärilsart som beskrevs av Jose Francisco Zikán 1952. Cremna elisae ingår i släktet Cremna och familjen Riodinidae. Inga underarter finns listade i Catalogue of Life.